# سيري رانتانن
سيري رانتانن (بالفنلندية: Siiri Rantanen) هي متزلجة ريفية فنلندية ولدت في مدينة توهمايارفي في يوم 14 ديسمبر 1924. نافست خلال خمسينيات و بدايات ستينيات القرن العشرين.
فازت ثلاث قلائد في دورات الألعاب الأولمبية الشتوية بذهبية (1956 : 3 × 5 كم) و قلادتين برونزيتين (1952 : 10 كم ، 1960 : 3 × 5 كم).
كما فازت رانتانن بخمس قلائد في بطولات العام للتزلج الشمالي بثلاثة فضيات (1954 : 10 كم ، و 3 × 5 كم ؛ 1958 : 3 × 5 كم) و قلادتين برونزيتين (1958 : 10 كم ، 1962 : 3 × 5 كم).

## روابط خارجية
- سيري رانتانن على موقع الاتحاد الدولي للتزلج (التزلج الريفي) (الإنجليزية)
- سيري رانتانن على موقع اللجنة الأولمبية الدولية (الإنجليزية)
- سيري رانتانن على موقع أوليمبيديا (الإنجليزية)